# Allenamento 3
Allenamento #3 è un singolo del rapper italiano Capo Plaza, pubblicato il 14 giugno 2017.

## Tracce
1. Allenamento #3 – 2:50

## Classifiche
| Classifica (2017) | Posizione massima |
| ----------------- | ----------------- |
| Italia            | 23                |